# Larabicus quadrilineatus
Larabicus quadrilineatus е вид лъчеперка от семейство Зеленушкови (Labridae), единствен представител на род Larabicus.

## Разпространение
Видът е разпространен в Джибути, Египет, Еритрея, Йемен, Израел, Йордания, Саудитска Арабия, Сомалия и Судан.